# Cyclocephala hirta
Cyclocephala hirta es una especie de escarabajo del género Cyclocephala, categorizada en la tribu Cyclocephalini, de la subfamilia Dynastinae.

## Distribución
Se distribuye por América del Norte: Estados Unidos y México.

## Taxonomía
Fue descrita por LeConte en 1861.
Tratamiento taxonómico
La especie aparece registrada y publicada en New species of Coleoptera inhabiting the Pacific district of the United States. Proceedings of the Academy of Natural Sciences of Philadelphia 13:338-359.